# Skafttjärnen, Dalarna
Skafttjärnen är en sjö i Leksands kommun i Dalarna och ingår i Dalälvens huvudavrinningsområde.